# 服部嘉香
服部 嘉香（はっとり よしか、1886年（明治19年）4月4日 - 1975年（昭和50年）5月10日）は、日本の詩人・歌人・国語学者。

## 生涯
東京市日本橋区浜町の旧松山藩主久松家邸内で生まれた。愛媛県士族・服部嘉陳の長男。父の嘉陳は松山藩士・藤野正久の次男で、服部家を継いだ。
1889年（明治22年）に父の故郷である松山に移る。その後間もなく父が病没したため、叔父藤野漸の下で養育される。松山中学校を卒業後、1904年（明治37年）に再び上京して早稲田大学に入学。1908年（明治41年）、大学部文学科英文学科を卒業。同級生に北原白秋・三木露風・若山牧水・土岐善麿などがいた。中学時代から雑誌『少年世界』『中学世界』などに新体詩を投稿していたが、早大進学によって詩壇での活動はより活発になる。1907年（明治40年）には横瀬夜雨らの詩草社に加わり、口語自由詩運動に力を注ぐ。
1913年（大正2年）に早稲田大学講師となり英語、商業文、文学概論を講じた。1917年（大正6年）の早稲田騒動では「プロテスタンツ」（いわゆる恩賜館組）の一員として活動し、その結末を不服として大山郁夫、村岡典嗣、宮島綱男とともに早大を去った。
1921年（大正10年）に宮島綱男の誘いを受けて関西大学講師（のち教授）となり、英語、心理学、商業実践、修辞学など8科目を担当し、「八宗兼学」と呼ばれるほどの多忙な日々を送った。1922年（大正11年）に関西大学学歌を作詞。1925年（大正14年）3月に関大教授を辞任し、東京に帰住する。
1932年（昭和7年）に早稲田大学に復帰し、1956年（昭和31年）に定年退職。その後は日本大学講師、梅光女学院短期大学教授などを務めた。1960年（昭和35年）に「日本書簡発生期の諸現象について ─日本書紀の本質とその発達の方向と特徴─」で文学博士の学位を取得。
墓所は牛込の圓福寺にある。

## 人物
- 趣味は野球、歌舞伎、文楽人形の見物[2]、観劇、謡曲作詩作歌[14]。宗教は日蓮宗[2][14]。
- 詩歌界では1937年に窪田空穂に師事して「まひる野」会員となり、1950年に『詩世紀』を主宰刊行[15]。日本詩人クラブ理事長[16]、社団法人日本歌謡作家協会理事長[17]、国語問題協議会理事なども歴任した。
- 早稲田大学恩賜館3階の研究室では大山郁夫と相部屋になり、大正デモクラシーの思想的影響を少なからず受けた[18]。

## 家族・親族
服部家
愛媛県松山市、東京都
- 父・嘉陳（愛媛士族、藤野海南の弟、常盤会寄宿舎初代監督）[2][19]
- 母・むめ（東京の下町育ち）[20]
- 妻・辰野（岡山、栗原槌次の長女）[2]

1895年 -
- 長男[2]

1919年 -
- 長女（栗原家を継ぐ）[2]

1914年 -
親戚
- 祖父・藤野正久（松山藩士、海南・嘉陳・漸の父）
- 叔父・藤野海南（松山藩士、修史局編修官）[21]
- 叔父・藤野漸（第五十二国立銀行頭取、能楽師）[22]
- 従兄・藤野古白（藤野漸の長男、俳人）[23]
- 遠戚・正岡子規（俳人）[24]

## 主な著作

### 著書
- 『現代作文教典』博愛館、1913年11月。
- 『最新商用文精義』同文館、1914年9月。
- 『ドンキホーテ物語』実業之日本社〈世界名著物語 第13編〉、1915年5月。
- 『書簡卓上便覧』早稲田大学出版部、1918年6月。
- 服部嘉香、植原路郎『新らしい言葉の字引』実業之日本社、1918年10月。
  - 服部嘉香、植原路郎『新らしい言葉の字引』（訂正増補版）大空社〈近代用語の辞典集成 2〉、1994年11月。ISBN 9784872369328。
  - 服部嘉香、植原路郎『新らしい言葉の字引』（大増補改版）大空社〈近代用語の辞典集成 3〉、1994年11月。ISBN 9784872369328。
- 『最新商業文範及書式』同文館、1920年10月。
- 『書簡卓上文範』早稲田大学出版部、1920年11月。
- 『現代作文教典』教文社、1921年4月。
- 『星が飛ぶ』研究社、1922年4月。
- 『最新文範作文教典』帝国講学会、1923年2月。
- 『創作童話 虹の橋まで』同文館、1923年2月。NDLJP:1169746。
- 『現代商業文精義』暸文堂、1925年11月。
- 『新時代の商業文範』早稲田大学出版部、1926年4月。
- 『新しい語原解釈の字引』実業之日本社、1926年12月。
- 『改稿・書簡卓上便覧』早稲田大学出版部、1928年3月。
- 『現代の書簡』誠文堂〈大日本百科全集〉、1928年11月。
- 『商業現代模範作文 第1』暸文堂、1930年12月。
- 『商業現代模範作文 第2』暸文堂、1930年12月。
- 『商業現代模範作文 第3』暸文堂、1930年12月。
- 『商業現代模範作文 第4』暸文堂、1930年12月。
- 『商業現代模範作文 第5』暸文堂、1930年12月。
- 『婦人書翰文範 附・新時代手紙常識』大日本雄弁会講談社、1932年4月。
- 『現代作文新講』早稲田大学出版部、1933年9月。
- 『実用作文講話 正しい国語国字のために』日本放送出版協会、1936年4月。
- 『仮名遣と送仮名 正しい使ひ方』早稲田大学出版部、1936年11月。
- 『実用新商業文』冨山房、1937年10月。
- 『新例手紙文範』早稲田大学出版部、1938年9月。
- 『新制自修作文』瞭文堂、1939年3月。
- 『商業作文の常識』千倉書房、1939年6月。
- 『国語・国字・文章』早稲田大学出版部、1941年9月。
- 『少国民手紙読本』正芽社〈正芽社少国民選書〉、1944年3月。
- 『商業文講話』千倉書房、1944年8月。
- 『当用書簡文作法』早稲田大学出版部、1949年3月。
- 『新時代の式辞と挨拶』あかね書房、1950年6月。
- 『文章の作り方』雄鶏社、1950年7月。
- 『服部嘉香抒情詩集 幻影の花びら』長谷川書房〈現代抒情詩選集 第2〉、1953年4月。
- 『商業作文の知識』中央経済社〈現代経済知識全集 49〉、1954年7月。
- 『詩世紀詩集 1（1955年版）』詩世紀の会、1955年8月。
- 『詩集 銹朱の影』昭森社、1955年10月。
- 『現代書簡文新講 新定書簡礼法と文例』早稲田大学出版部、1956年11月。
- 『随筆 早稲田の半世紀』中和出版、1957年6月。
- 『星雲分裂史 宇宙時代の予言詩として』鳥海青児画、昭森社、1958年4月。
- 『服部嘉香歌集 夜鹿集』春秋社〈まひる野叢書 第2編〉、1960年11月。
- 『口語詩小史 日本自由詩前史』昭森社、1963年12月。
- 『漢字・かなづかい・送りがな便覧』中和出版、1964年12月。
- 『新例実用手紙文範』梧桐書院、1966年10月。
- 『服部嘉香第四詩集 バレエへの招宴』新詩潮社、1967年11月。
- 日本近代詩論研究会・人見円吉編 編『日本近代詩論の研究 その資料と解説』角川書店、1972年3月。
- 日本近代詩論研究会編 編『昭和詩論の研究 その資料と解説』日本学術振興会、1974年1月。
- 『実際に用いられた式辞と挨拶』梧桐書院、1974年7月。
- 『新例実用手紙文範』（改訂版）梧桐書院、1977年1月。

### 論文
- 「国語国字問題の根本義 ――「国語白書」の批評を中心として――」『国文学研究』第3号、早稲田大学国文学会、1950年11月、110-122頁、NAID 120005480040。
- 「言霊観の真意義」『国文学研究』第9・10号、早稲田大学国文学会、1954年3月、55-70頁、NAID 120005480132。
- 「河竹繁俊著『人間坪内逍遥』 本間久雄著『坪内逍遥』」『国文学研究』第21号、早稲田大学国文学会、1960年2月、134-136頁、NAID 120005480283。
- 「万葉書簡の風格と文芸性」『国文学研究』第1号、梅光女学院大学国語国文学会、1965年11月、1-9頁、NAID 110000993170。
- 「「竹取物語」の女性性侍り文体と商業文」『国文学研究』第2号、梅光女学院大学国語国文学会、1966年11月、1-9頁、NAID 110000993178。
- 「「本朝文粋」の書簡群と人間性」『国文学研究』第3号、梅光女学院大学国語国文学会、1967年11月、1-12頁、NAID 110000993188。
- 「窪田空穂を描く言葉」『国文学研究』第37号、早稲田大学国文学会、1968年3月、122-126頁、NAID 120005480558。
- 「西鶴の人生観と教戒」『国文学研究』第4号、梅光女学院大学国語国文学会、1968年11月、81-86頁、NAID 110000993210。
- 「「明衡往来」の撰者・書名・内容・文体について」『国文学研究』第5号、梅光女学院大学国語国文学会、1969年11月、115-125頁、NAID 110000993229。
- 「文章から見た徳富蘆花の作品」『国文学研究』第6号、梅光女学院大学国語国文学会、1970年11月、105-115頁、NAID 110000993289。
- 「岡一男博士の学風」『国文学研究』第43号、早稲田大学国文学会、1971年1月、517-520頁、NAID 120005480642。
- 「平安書簡の遊戯、非遊戯」『国文学研究』第8号、梅光女学院大学国語国文学会、1972年11月、1-11頁、NAID 110000993252。
- 「三木露風の象徴味と宗教性」『国文学研究』第9号、梅光女学院大学国語国文学会、1973年11月、89-99頁、NAID 110000993274。
- 「子規と自然主義」『日本文学研究』第10号、梅光女学院大学日本文学会、1974年11月、77-82頁、NAID 110000993560。

### 作詞

#### 区歌
- 『大新宿区の歌』（作曲：平岡均之、1949年3月15日制定）

#### 校歌・学歌
- 『関西大学学歌』（作曲：山田耕筰、1922年9月）
- 『関西大学附属関西甲種商業学校校歌』（1923年）
- 『関西大学第一高等学校・第一中学校校歌』（作曲：山田耕筰、1961年11月2日）
- 『大阪商業大学学歌』（作曲：中村良之助）
- 『矢板市立片岡中学校校歌』（作曲：星出敏一）
- 『文京区立青柳小学校校歌』（作曲：井上武士）
- 『三鷹市立第二中学校校歌』（作曲：芥川也寸志、1957年）
- 『埼玉大学教育学部附属小学校校歌』（作曲：下総皖一）
- 『さいたま市立上木崎小学校校歌』（作曲：佐々木すぐる）
- 『川口市立元郷中学校校歌』（作曲：芥川也寸志、1959年）
- 『川口市立青木中学校校歌』（作曲：中田喜直）
- 『川口市立十二月田中学校校歌』（作曲：佐々木すぐる）
- 『川口市立上青木小学校校歌』（作曲：佐々木すぐる、1958年）
- 『川口市立並木小学校校歌』（作曲：佐々木すぐる、1955年）
- 『鴻巣市立鴻巣南小学校校歌』（作曲：下総皖一）
- 『北本市立中丸小学校校歌』（作曲：下総皖一）
- 『長野県阿智高等学校校歌』（作曲：井上武士）

#### 流行歌
- 『雨の泣く日は』（作曲：藤井清水）
- 『夢見草』（作曲：藤井清水）

## 栄典
- 勲四等旭日小綬章（1967年）[15]